# 2010-es öttusa-világbajnokság
A 2010-es öttusa-világbajnokságot, amely az 50. volt, a kínai Csengtuban rendezték 2010. szeptember 1. és szeptember 7. között. Az öt versenyszám a hagyományos vívás, úszás, lovaglás és a lövészettel kombinált futás voltak.

## Érmesek

### Férfi
| Versenyszám | Arany                                                                   | Arany | Ezüst                                                         | Ezüst | Bronz                                                          | Bronz |
| ----------- | ----------------------------------------------------------------------- | ----- | ------------------------------------------------------------- | ----- | -------------------------------------------------------------- | ----- |
| Egyéni      | Sergey Karyakin · Oroszország                                           | 5816  | Aleksander Lesun · Oroszország                                | 5760  | Justinas Kinderis · Litvánia                                   | 5712  |
| Csapat      | Litvánia · Justinas Kinderis · Edvinas Krungolcas · Tomas Makarovas     | 16778 | Csehország · Ondřej Polívka · Michal Sedlecky · David Svoboda | 16608 | Magyarország · Marosi Ádám · Kasza Róbert · Német Róbert       | 16284 |
| Váltó       | Fehéroroszország · Mihail Prokopenko · Mikhail Mitsyk · Dzmitry Meliakh | 6132  | Dél-Korea · Jung Hwonho · Nam Donghoon · Kim Soengjin         | 6108  | Oroszország · Andrey Moiseyev · Ilia Frolov · Aleksander Lesun | 6026  |

### Női
| Versenyszám | Arany                                                                             | Arany | Ezüst                                                             | Ezüst | Bronz                                                         | Bronz |
| ----------- | --------------------------------------------------------------------------------- | ----- | ----------------------------------------------------------------- | ----- | ------------------------------------------------------------- | ----- |
| Egyéni      | Amélie Cazé · Franciaország                                                       | 5344  | Donata Rimšaitė · Litvánia                                        | 5272  | Lena Schöneborn · Németország                                 | 5216  |
| Csapat      | Franciaország · Amélie Cazé · Elfie Arnaud · Anais Eudes                          | 15108 | Nagy-Britannia · Heather Fell · Samantha Murray · Freyja Prentice | 14876 | Németország · Lena Schöneborn · Annika Schleu · Eva Trautmann | 14832 |
| Váltó       | Oroszország · Polina Struchtkova · Evdokia Gretchichnikova · Ekaterina Khuraskina | 5374  | Franciaország · Amélie Cazé · Elfie Arnaud · Elodie Cluval        | 5214  | Kína · Chen Qian · Miao Yihua · Zhang Ye                      | 5166  |

### Vegyes
| Versenyszám | Arany                                                 | Arany | Ezüst                                              | Ezüst | Bronz                                          | Bronz |
| ----------- | ----------------------------------------------------- | ----- | -------------------------------------------------- | ----- | ---------------------------------------------- | ----- |
| Váltó       | Lengyelország · Sylvia Czwojdzinska · Remigiusz Golis | 5660  | Ukrajna · Victoria Tereshchuk · Pavlo Tymoshchenko | 5662  | Litvánia · Donata Rimšaitė · Justinas Kinderis | 5594  |

## Éremtáblázat
|          | Nemzet             | Arany | Ezüst | Bronz | Összesen |
| 1.       | Oroszország        | 2     | 1     | 1     | 4        |
| 2.       | Franciaország      | 2     | 1     | 0     | 3        |
| 3.       | Litvánia           | 1     | 1     | 2     | 4        |
| 4.       | Fehéroroszország   | 1     | 0     | 0     | 1        |
| 4.       | Lengyelország      | 1     | 0     | 0     | 1        |
| 6.       | Csehország         | 0     | 1     | 0     | 1        |
| 6.       | Egyesült Királyság | 0     | 1     | 0     | 1        |
| 6.       | Dél-Korea          | 0     | 1     | 0     | 1        |
| 6.       | Ukrajna            | 0     | 1     | 0     | 1        |
| 10.      | Németország        | 0     | 0     | 2     | 2        |
| 11.      | Kína               | 0     | 0     | 1     | 1        |
| 11.      | Magyarország       | 0     | 0     | 1     | 1        |
| Összesen | Összesen           | 7     | 7     | 7     | 21       |